# Toyomichi Kurita
Toyomichi Kurita (jap. 栗田 豊通, Kurita Toyomichi; * 1950 in Japan) ist ein japanischer Kameramann.

## Leben
Toyomichi Kurita arbeitete als Kameraassistent von Tatsuo Suzuki. Er ging in die USA und studierte am American Film Institute in Los Angeles, wo er 1981 seinen Abschluss machte. Anschließend arbeitete er als Kameramann für Werbefilme, bevor er als Kameramann mit dem 1985 erschienenen und von Alan Rudolph inszenierten Krimi-Drama Trouble in Mind als hauptverantwortlicher Kameramann auf der Leinwand debütierte. Bei der Verleihung des Independent Spirit Awards 1986 wurde er dafür mit der Besten Kamera ausgezeichnet. Zwei weitere Nominierungen, für Wilde Jahre in Paris und Zwei Cheyenne auf dem Highway, sollten jeweils 1989 und 1990 folgen.

## Filmografie (Auswahl)
- 1985: Trouble in Mind
- 1988: Wilde Jahre in Paris (The Moderns)
- 1989: Blood Red – Stirb für dein Land (Blood Red)
- 1989: Zwei Cheyenne auf dem Highway (Powwow Highway)
- 1990: Jenseits der Schatten (Shadow of China)
- 1991: Sommer auf Grand Isle (Grand Isle)
- 1995: Waiting to Exhale – Warten auf Mr. Right (Waiting to Exhale)
- 1996: Der lange Weg nach Hause (Homecoming)
- 1996: Eine Liebe für die Unendlichkeit (Infinity)
- 1996: Gnadenschuß im Flammenmeer (Woman Undone)
- 1997: Liebesflüstern (Afterglow)
- 1999: Cookie’s Fortune – Aufruhr in Holly Springs (Cookie’s Fortune)
- 1999: Tabu (Gohatto)
- 2004: First Daughter – Date mit Hindernissen (First Daughter)
- 2007: Daddy’s Little Girls
- 2008: The Family That Preys
- 2010: Auch Liebe macht mal Ferien 2 (Why Did I Get Married Too?)

## Auszeichnungen (Auswahl)
- Independent Spirit Awards 1986: Beste Kamera für Trouble in Mind
- Independent Spirit Awards 1989: Nominierung für die Beste Kamera für Wilde Jahre in Paris
- Independent Spirit Awards 1990: Nominierung für die Beste Kamera für Zwei Cheyenne auf dem Highway